# Realest Niggas
"Realest Niggas" é uma canção dos rapper's estadunidenses 50 Cent e The Notorious B.I.G., lançada para Banda sonora do filme Bad Boys II. Mais tarde foi incluída na Mixtape God's Plan, de 50 Cent.

## Desempenho nas paradas
| Paradas (2003)                                  | Melhor posição |
| ----------------------------------------------- | -------------- |
| Estados Unidos (Bubbling Under Hot 100 Singles) | 6              |
| Estados Unidos (Billboard R&B/Hip-Hop Airplay)  | 28             |
| Estados Unidos (Billboard R&B/Hip-Hop Songs)    | 30             |
| Estados Unidos (Billboard Hot Rap Songs)        | 21             |